# Glichowiec
Glichowiec (523 m n.p.m.) – najwyższy szczyt w Paśmie Glichowca, które według Jerzego Kondrackiego należy do Pogórza Wiśnickiego. Na mapie Geoportalu nosi nazwę Żabiej Góry (526 m). Wznosi się nad miejscowościami Glichów i Kornatka. Jest najdalej na wschód wysuniętym szczytem tego pasma. W zachodnim kierunku sąsiaduje z Ostryszem (507 m), następnym szczytem Pasma Glichowca.
Mało wybitny wierzchołek Glichowca wznosi się zaraz na północny wschód od Zasańskiej Przełęczy. Od wierzchołka tego w północno-wschodnim kierunku ciągnie się długi grzbiet, opadający do doliny Krzyworzeki. Wierzchołek Glichowca, jego grzbiet i stoki są w większości zalesione. Jedynie w północno-wschodniej części grzbietu znajdują się duża polana zajęta przez pola uprawne kilkudomowego przysiółka Sarnulki. Grzbietem Glichowca prowadzi niebieski szlak turystyczny. Na przełęczy pomiędzy Glichowcem a Ostryszem krzyżuje się on ze szlakiem żółtym.
W czasie II wojny światowej na stokach Glichowca w należącym do miejscowości Kornatka przysiółku Sarnulki znajdował się sztab partyzanckiego oddziału AK „Murawa”, którego komendantem był Wincenty Horodyński. „Kościesza”.

## Szlak turystyczny
niebieski: Myślenice – Zarabie – Grodzisko – Krowia Góra – Trupielec – Ostrysz – Glichowiec – Poznachowice Górne. Czas przejścia 2.50 h, 2.30 h
 żółty: Kornatka – przełęcz między Glichowcem i Ostryszem – Zasańska Przełęcz – Kamiennik Południowy – Przełęcz Sucha
- Czas przejścia z Kornatki na przełęcz pod Glichowcem: 1.45, ↓ 1.35
- Czas przejścia z przełęczy pod Glichowcem na Przełęcz Suchą: 2.20 h, ↓ 1.35 h